# Lucy (sondă spațială)
Lucy este o sondă spațială NASA planificată să viziteze opt asteroizi diferiți, vizitând un asteroid din centura principală, precum și opt asteroizi troieni ai lui Jupiter, asteroizi care împart orbita lui Jupiter în jurul Soarelui, orbitând fie în fața sau în spatele planetei. 
Misiunea poartă numele  scheletului de hominid „Lucy”, deoarece studiul troienilor ar putea dezvălui „fosilele formării planetei”: materiale care s-au strâns împreună în istoria timpurie a Sistemului Solar pentru a forma planete și alte corpuri. Australopithecus însuși a fost numit după piesa Lucy in the Sky with Diamonds din 1967 a lui Beatles.

## Prezentare generală

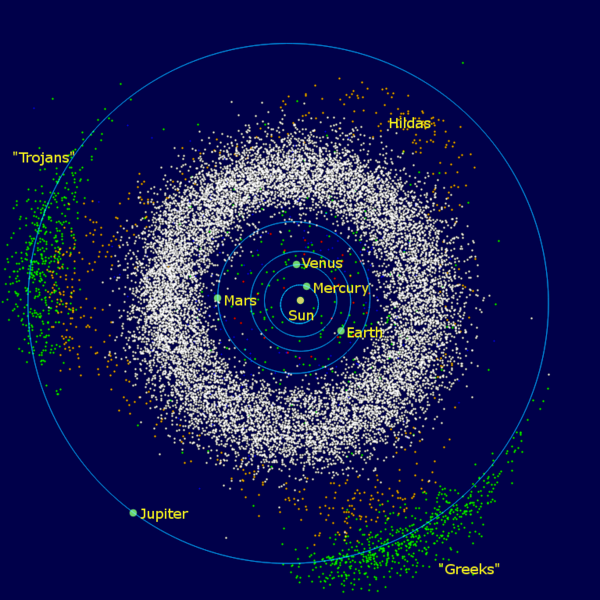
Asteroizii troieni ai lui Jupiter sunt prezentați în verde.

Lucy a fost lansată la 16 octombrie 2021 pe varianta 401 a unei rachete Atlas V, după care va câștiga două asistențe gravitaționale de la Pământ; unul în 2022 și unul în 2024. În 2025, va survola asteroidul din centura principală 52246 Donaldjohanson, care a fost numit după descoperitorul fosilei Lucy. În 2027, va ajunge la norul troian L4 (un grup de asteroizi care orbitează la aproximativ 60° înaintea lui Jupiter), unde va survola patru troieni, 3548 Eurybates (cu satelitul său), 15094 Polymele, 11351 Leucus și 21900 Orus. După aceste survoluri, Lucy se va întoarce în vecinătatea Pământului, după care va primi o asistență gravitațională care o va duce la norul troian L5 (care se află în spatele lui Jupiter), unde va vizita binarul troian 617 Patroclus cu satelitul său Menoetius în 2033.
La bord se află trei instrumente: o cameră de înaltă rezoluție, un spectrometru de imagistică optică aproape infraroșu și un spectrometru cu infraroșu termic.
Explorarea troienilor lui Jupiter este unul dintre obiectivele prioritare evidențiate în Studiul planetar științific decadal. Troienii lui Jupiter au fost observați de telescoapele de pe Terra și de Wide-field Infrared Survey Explorer ca fiind  „întunecate cu...suprafețe care reflectă puțină lumină solară”. Jupiter este la 5,2 AU (780 milioane km) de Soare, sau de aproximativ cinci ori distanța Pământ-Soare. Troienii lui Jupiter se află la o distanță similară, dar pot fi ceva mai departe sau mai aproape de Soare, în funcție de locul în care se află pe orbitele lor. Pot fi la fel de mulți troieni ca și asteroizi în centura asteroizilor.